# 통정사사
통정사사(通政使司). 통정사(通政司)라고도 한다. 명나라, 청나라시기에 공문서의 처리를 담당하였던 기관이다. 명나라 초기에 중앙정부와 현장의 행정 사이의 연결 사무를 원활히 하기 위해 1370년(홍무 3년)에 찰언사(察言司)라는 기관을 설치하였고, 전국에서 황제에게 올리는 상주를 받아서 관리하는 일을 맡았다. 이 기구는 곧 없어졌다가, 1377년(홍무 10년)에 같은 성격을 가진 통정사사가 설치되었다. 홍무제는 정사(政事)가 물 흐르는 것과 같이 늘 통하기를 바라는 마음에서 '通政'이라는 명칭을 사용하였다. 통정사사는 내외에서 올라오는 상소문을 접수하거나 되돌려보내는 일, 황명(皇命)의 출납(出納), 공문에 대한 검토 등을 담당하였다. 상주문이 접수되면, 부본(副本)을 만든 후, 황제에게는 원본을 전달하고 부본은 통정사사에서 검토하게 하였다. 오군도독부(五軍都督府), 육부, 도찰원(都察院) 등의 아문에서 국가의 기밀과 관련된 중대한 문서는 반드시 통정사의 인신(印信)을 찍게 되어 있었다. 많은 공문서는 통정사사에서 분류과정을 거쳐 내각 및 감찰기관인 육과(六科)에 전달되었으며, 황제의 지시사항 및 관련사항은 다시 통정사사를 통해 각지에 전달되었다.
정관(正官)은 통정사(通政使)이며 정3품이다. 청대에는 한족 1인 만주족 1인이 각각 임명되었다. 부관은 좌, 우통정(通政)을 두었는데 1748년 이후는 통정사부사(通政司副使)가 그 일을 맡았으며 모두 정4품이다. 그 아래에는 좌, 우참의(參議)를 두었는데, 정5품이다.